# 欧洲室内乐团
欧洲室内乐团（英語：Chamber Orchestra of Europe，简称COE）成立于1981年，行政总部位于伦敦。该管弦乐队由来自欧洲各地的约60名成员组成。成员追求多個職業生涯：同时作为国际独奏家、杰出的室内乐团成员、音乐导师和教授。乐团得到来自盖茨比慈善基金会和安德伍德信托的大量支持；他们没有单一的驻音乐厅，也没有任命的驻地指挥。根据英国法律，乐团是一个慈善组织。

## 簡介
成立COE的主意来自歐盟青年管弦樂團（European Union Youth Orchestra，EUYO）的音乐家，他们超过了ECYO的年龄上限，但想要继续作为一个室内乐团共同工作。成立成员包括双簧管演奏家道格拉斯·博伊德，他从1981年到2002年担任COE的双簧管首席。这些年来，COE发展出了与一些音乐家的密切关系，包括克劳迪奥·阿巴多、伯纳德·海廷克、尼古劳斯·哈农库特，以及托马斯·阿德斯、皮埃尔-洛朗·艾马尔、伊曼纽尔·艾克斯、麗莎·巴蒂亞什維利、約夏·貝爾、帕沃·貝里隆德、雷诺·卡普颂、葛替耶爾·卡普頌、伊莎贝尔·福斯特、吉妮·楊森、弗拉基米尔·尤洛夫斯基、列奧尼達斯·卡瓦科斯、拉杜·鲁普、雅尼克·尼泽-塞冈、萨卡里·奥拉莫、穆雷·佩拉希亚、玛利亚·若昂·皮雷斯、安德拉斯·希夫爵士和羅蘭多·比利亞松。
COE在欧洲的大城市定期演出，有时拜访美国，香港，日本和澳大利亚。COE和法蘭克福舊歌劇院，格拉茨的施蒂利亚音乐节，琉森音樂節以及科隆爱乐乐团和阿姆斯特丹音樂廳的有重要联系。从2007年到2013年，COE在欧盟的文化项目中被任命为文化大使。为了给有天赋的音乐学生提供与COE音乐家学习的机会，COE在2009年创立了COE学院。

## 人物

### 荣誉成员
乐团授予了一些特别合作者荣誉会籍：尼古劳斯和爱丽丝·哈农库特，伯纳德·海廷克，安德拉斯·希夫爵士和雅尼克·尼泽-塞冈。

## 作品節選

### 商業錄音
乐团与所有的大型唱片公司和许多指挥家制作了超过250张商业录音，包括后来的克劳迪奥·阿巴多，帕沃·貝里隆德，尼古劳斯·哈农库特和雅尼克·尼泽-塞冈。管弦乐队的录音获得了多项奖项，其中包括三项留声机奖年度唱片和两项格莱美奖。COE是第一个创建自己的唱片公司的乐团，“COE唱片”（与ASV唱片公司合作），现在由Sanctuary唱片/环球音乐发行。
- Argerich. Kremer. Harnoncourt. . 4509-90696-2 (CD) (Hamburg: Teldec Classics). 1994.
- 肖斯塔科维奇室內交響曲（作品110a、作品118a），鲁道夫·巴尔沙伊，DG（429 229-2），1990年
- 貝多芬序曲作品，尼古劳斯·哈农库特，華納音樂，2009年發行
- 全本舒伯特交響曲，克劳迪奥·阿巴多，DG（477 8687，收藏家系列），2010年發行
- 全本貝多芬交響曲，雅尼克·尼泽-塞冈，DG（486 3050），2022年

## 參看
- 欧盟巴洛克乐团（英语：European Union Baroque Orchestra）
- 歐盟青年管弦樂團